# Dancing On The Fire
「Dancing On The Fire」（ダンシング オン ザ ファイア）は、Superflyの9枚目のシングル。

## 概要
2009年11月18日に発売。前作から約4ヵ月ぶりのシングルである（アルバムを含めると約2ヵ月ぶりである）。
初回プレス盤のみデジパックケース仕様で、9月2日に行われた六本木ヒルズアリーナFREE LIVE全曲収録DVD付き。なお、このDVDに収録されている映像は後に『Dancing at Budokan!!』にすべて収録された。2形態での発売やシングルでDVDが付くのは初である。ビデオクリップは、白黒の映像の所々に赤色の配色や燃え上がる炎を加えている。
オリコンシングルチャートでは2作目となるトップ10入りを果たし、自己最高順位を更新した。
2011年6月15日発売のアルバム『Mind Travel』には収録されず、その後もアルバム未収録の状態が続いていたが、2013年9月25日発売のベストアルバム『Superfly BEST』で初収録となった。

## 収録曲

### CD
1. Dancing On The Fire (4:13)
  - 作詞：越智志帆　作曲：多保孝一　編曲：蔦谷好位置+多保孝一
  - Canon「IXY DIGITAL 930IS」CMソング
2. Alright!! (9.2 Free Live at Roppongi Hills Arena) (4:32)
  - 作詞：越智志帆　作曲：多保孝一＋越智志帆　編曲：多保孝一
3. (You Make Me Feel Like) A Natural Woman (3:18)
  - 作詞・作曲：Gerry Goffin, Carole King, Jerry Wexler
  - アメリカのソウルシンガー、アレサ・フランクリンの楽曲のカバー。映画「東京島」主題歌。

### DVD
9.2 Free Live at Roppongi Hills Arena
1. Alright!!
2. How Do I Survive?
3. やさしい気持ちで
4. 愛をこめて花束を
5. 恋する瞳は美しい
6. My Best Of My Life

※カラー／39分／ステレオ(リニアPCM48kHz/16bit)／16:9LBサイズ／リージョン2

## 収録アルバム
Dancing On The Fire
- 『Superfly BEST』（#12・Disc 1）

(You Meke Me Feel Like) A Natural Woman
- 『Wildflower & Cover Songs:Complete Best 'TRACK 3'』（#2・Disc 2）